# Кобрино
Ко́брино (фин. Koprina) — деревня в Гатчинском муниципальном округе Ленинградской области.
В деревне расположен музей «Домик няни А. С. Пушкина».

## История
Впервые упоминается в Писцовой книге Водской пятины 1500 года как сельцо Коприно в Никольском Суйдовском погосте Копорского уезда.
Затем — как пустошь Koprino Ödhe в Суйдовском погосте в шведских «Писцовых книгах Ижорской земли» 1618—1623 годов.
В 1640 году был основан финский лютеранский приход Коприна, центром которого стало Кобрино.
Уездный центр Koprino обозначен на карте, созданной по материалам 1676 года, топографом Бергенгеймом
В первой половине XVIII века деревня принадлежала графу Ф. М. Апраксину — сподвижнику Петра I. В 1762 году она перешла в собственность семьи Ганнибалов.
На карте Санкт-Петербургской губернии Я. Ф. Шмидта 1770 года не упоминается.
В 1781 году к мужу в Кобрино переехала Арина Родионовна — няня А. С. Пушкина. Её потомки жили в Кобрине до 1974 года, когда в их доме был открыт музей «Домик няни А. С. Пушкина».
По ревизским сказкам 1795 года деревня Кобрино была вотчиной Ганнибалов и принадлежала Осипу Абрамовичу Ганнибалу.
По IV Ревизии 1782 года в деревне было 106 душ мужского и 102 души женского пола. По V Ревизии 1795 года — 85 душ мужского и 105 душ женского пола.
Кобринскую кирху во имя св. Екатерины построили в 1786 году рядом с господским домом:230.
В 1800 году Кобрино было продано Шарлотте Карловне Жандр (Шандр) — жене мореплавателя Ю. Ф. Лисянского.

КОБРИНО — деревня принадлежит Шарлоте Лисянской, жене флота капитана 1-го ранга, при ней Лютеранская кирка деревянная именуемая Кобринская, число жителей по ревизии: 52 м. п., 62 ж. п. (1838 год)

После его смерти деревня была куплена Н. Т. Карташевской — сестрой писателя С. Т. Аксакова. Её потомки — Марковичи — владели кобринским поместьем почти до самой революции.
Согласно карте Ф. Ф. Шуберта в 1844 году деревня Кобрино насчитывала 20 дворов.
На этнографической карте Санкт-Петербургской губернии П. И. Кёппена 1849 года она обозначена как деревня «Koprina», расположенная в ареале расселения савакотов. В пояснительном тексте к этнографической карте она записана как деревня Koprina (Кобрино), финское население которой по состоянию на 1848 год составляли савакоты — 34 м. п., 39 ж. п., всего 73 человека, а также присутствовало русское население, количество которого не указано.

КОБРИНО — деревня госпожи Картошевской, по просёлочной дороге, число дворов — 20, число душ — 48 м. п. (1856 год)

Согласно «Топографической карте частей Санкт-Петербургской и Выборгской губерний» в 1860 году деревня Кобрино насчитывала 23 крестьянских двора, рядом с ней располагался «дом Пастора».

КОБРИНО — мыза владельческая при колодце, число дворов — 1, число жителей: 4 м. п., 3 ж. п.

КОБРИНО — деревня владельческая при колодце, число дворов — 22, число жителей: 55 м. п., 57 ж. п.; Церковь евангелическо-лютеранская. 

КОБРИНСКОГО ПАСТОРА — дом при колодце, число дворов — 1, число жителей: 2 м. п., 1 ж. п. (1862 год)

В 1879 году, согласно «Карте окрестностей Петербурга», деревня Кобрино состояла из 20 крестьянских дворов.

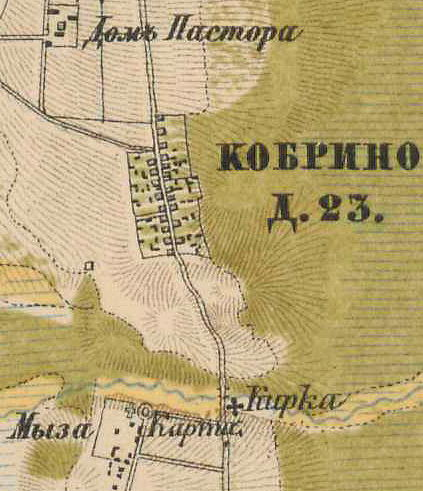
План деревни Кобрино. 1885 год

В 1885 году Кобрино насчитывало 23 двора. Сборник же Центрального статистического комитета описывал её так:

КОБРИНО — деревня бывшая владельческая, дворов — 17, жителей — 82; церковь лютеранская, 2 лавки. (1885 год).

В 1887 году кобринскую кирху перестроили и расширили до 1200 мест:230.
Согласно материалам по статистике народного хозяйства Царскосельского уезда 1888 года имение при селении Кобрино и деревне Руново площадью 864 десятины принадлежало вдове тайного советника Н. Т. Карташевской и титулярному советнику Д. Г. Карташевскому, имение было приобретено до 1868 года, дача и охота сдавались в аренду.
В 1870—1895 годах временнообязанные крестьяне деревни выкупили свои земельные наделы у Д. Г. Карташевского и стали собственниками земли.
В конце XIX — начале XX века деревня административно относилась к Гатчинской волости 2-го стана Царскосельского уезда Санкт-Петербургской губернии. Население деревни было исключительно финским.
В 1900 году в деревне открылась воскресная школа, содержавшаяся на средства прихожан. Обучение в ней чтению, письму и лютеранскому катехизису вёл пастор Н. Сонни:230.
В 1902 году в деревне открылась церковно-приходская школа. Учителем в ней работал «господин Демидов».
По данным «Памятной книжки Санкт-Петербургской губернии» за 1905 год мыза Кобрино площадью 600 десятин принадлежала наследникам действительного статского советника Якова Григорьевича Карташевского, кроме того 840 десятин земли в имениях Кобрино и Руново принадлежало коллежскому асессору Николаю Андреевичу Маркову.
К 1913 году количество дворов увеличилось до 27.
С 1917 по 1922 год деревня Кобрино входила в состав Кобринского сельсовета Гатчинской волости Детскосельского уезда.
С 1922 года — в составе Покровского сельсовета.
С 1923 года — в составе Гатчинского уезда.
С 1924 года — в составе Воскресенского сельсовета.
Согласно данным переписи населения СССР 1926 года в деревне Кобрино Воскресенского сельсовета Троцкой волости Троцкого уезда проживали 250 человек — финны, русские и эстонцы.
С 1928 года — в составе Прибытковского сельсовета Красногвардейского района.

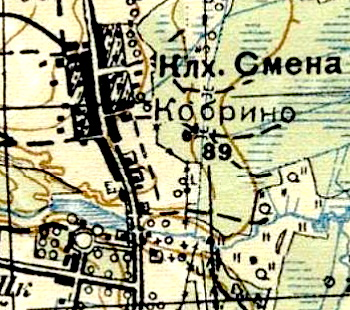
План деревни Кобрино. 1931 год

Согласно данным топографической карты РККА Ленинградской области 1931 года деревня насчитывала 89 дворов. В деревне был организован колхоз «Смена».
По административным данным 1933 года деревня Кобрино входила в состав Прибытковского сельсовета Красногвардейского района.
Кирху закрыли в 1937 году, а община просуществовала до выселения из района в 1943 году.
Деревня была освобождена от немецко-фашистских оккупантов 28 января 1944 года.
1 января 1949 года из состава деревни Кобрино был выделен рабочий посёлок Кобринское.
В церкви после войны работала сапожная мастерская. В 1966 году она сгорела:230. После войны возвращение лютеранского населения в родные места долго не разрешалось. Большинство из старых кобринцев-лютеран и их потомков живёт ныне в Карельской Республике, Эстонии и Финляндии.
По данным 1966 и 1973 годов деревня Кобрино входила в состав Сиверского сельсовета.
По данным 1990 года деревня Кобрино находилась в административном подчинении Кобринского поселкового совета и была местом размещения его администрации.
В 1997 году в деревне проживали 126 человек, в 2002 году — 96 человек (русские — 94 %), в 2007 году — 106, в 2010 году — 100.

## География
Деревня расположена в центральной части Гатчинского района на автодороге 41К-100 (Гатчина — Куровицы) в месте примыкания к ней автодороги 41К-216 (Никольское — Кобрино).
Через деревню протекает река Кобринка, приток Суйды.
Расстояние до административного центра поселения, посёлка Кобринское — 0,5 км.
Расстояние до ближайшей железнодорожной платформы Прибытково — 1,5 км.

## Демография
Изменение численности населения лютеранского прихода Коприна с центром в деревне Кобрино с 1842 по 1928 год:96:
Изменение численности населения деревни Кобрино с 1782 по 2021 год:

### Национальный состав
Согласно данным Всероссийской переписи населения 2021 года в деревне проживал 131 человек, из них:
 русские — 120, украинцы — 3, белорусы — 2, молдаване — 1, татары — 1, ингерманландцы — 1, другие национальности — 1 человек, остальные национальность не указали.

## Инфраструктура
- Кафе «У нянечки»

На 2014 год в деревне было учтено 97 домохозяйств.

## Транспорт
К северо-западу от деревни расположена платформа Прибытково железнодорожной линии Санкт-Петербург — Луга, по которой осуществляется пассажирское сообщение пригородными электропоездами.
Через деревню проходит автодорога 41К-100 (Гатчина — Куровицы), по которой осуществляется автобусное сообщение пригородными маршрутами:
- № 151 Гатчина — Сиверский
- № 151Д Гатчина — Дружная Горка
- № 534 Гатчина — Вырица

Через садоводческий массив проходит круговой пригородный маршрут № 152 Прибытково — массив «Кобрино» — Кобрино — Прибытково.

## Достопримечательности
- Музей «Домик няни А. С. Пушкина», посвящённый Арине Родионовне — няне Александра Сергеевича Пушкина (филиал музея «Дом станционного смотрителя»).

## Фото

Деревня Кобрино. 1911 год
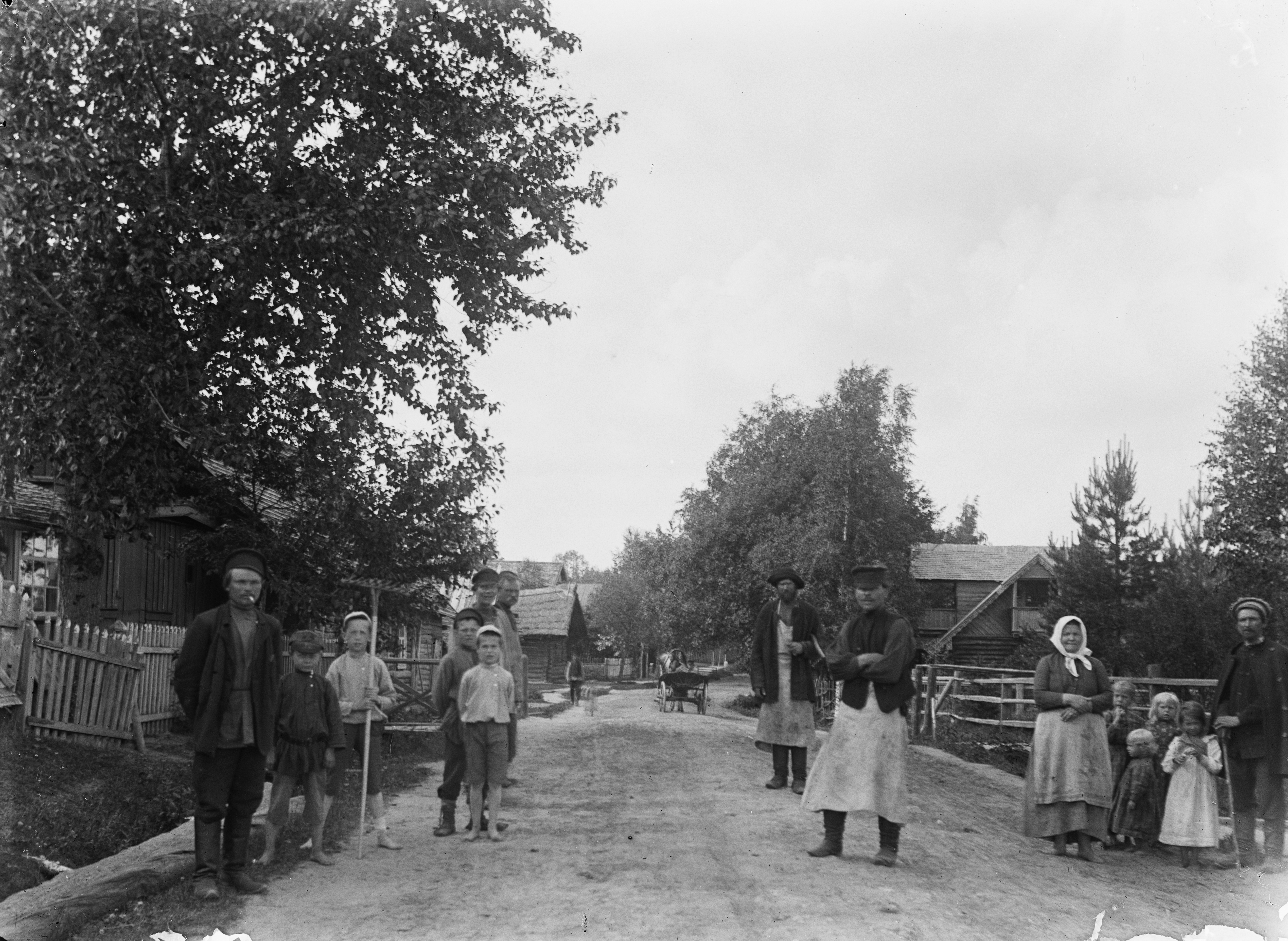
Деревенская улица
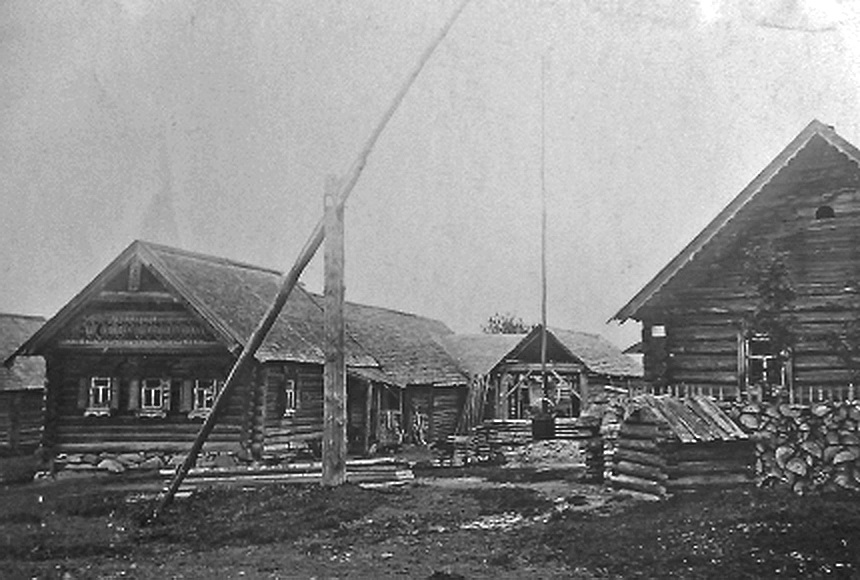
Деревенский колодец
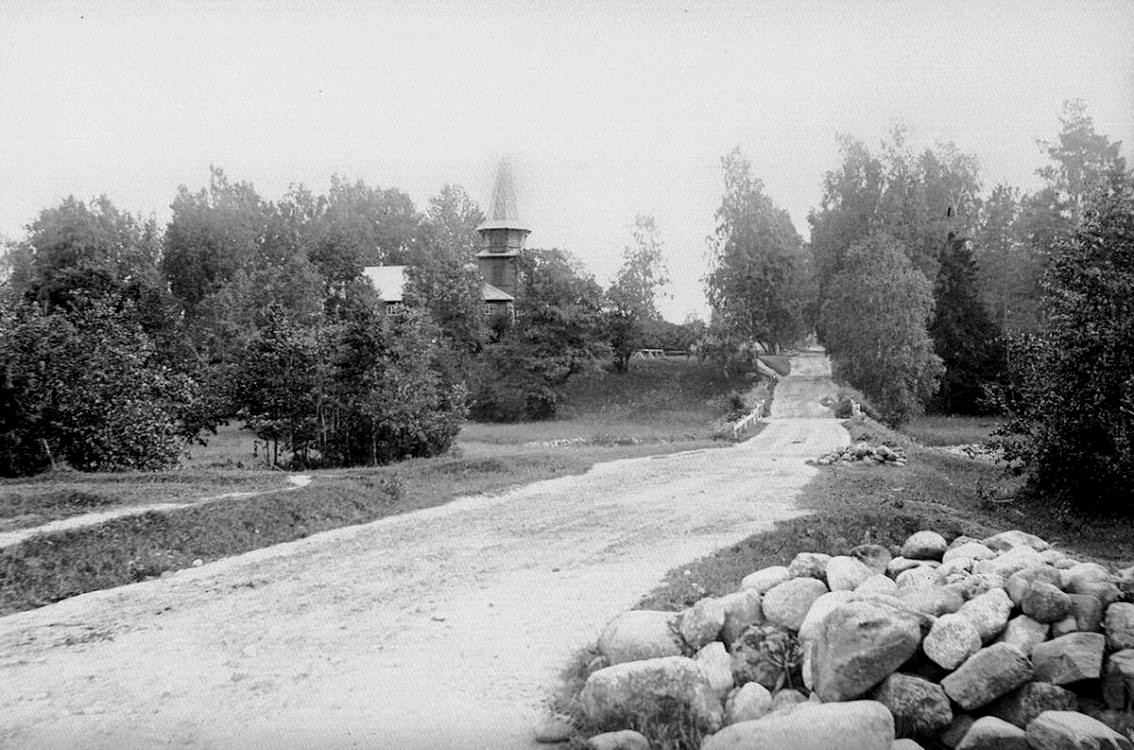
Приходская кирха
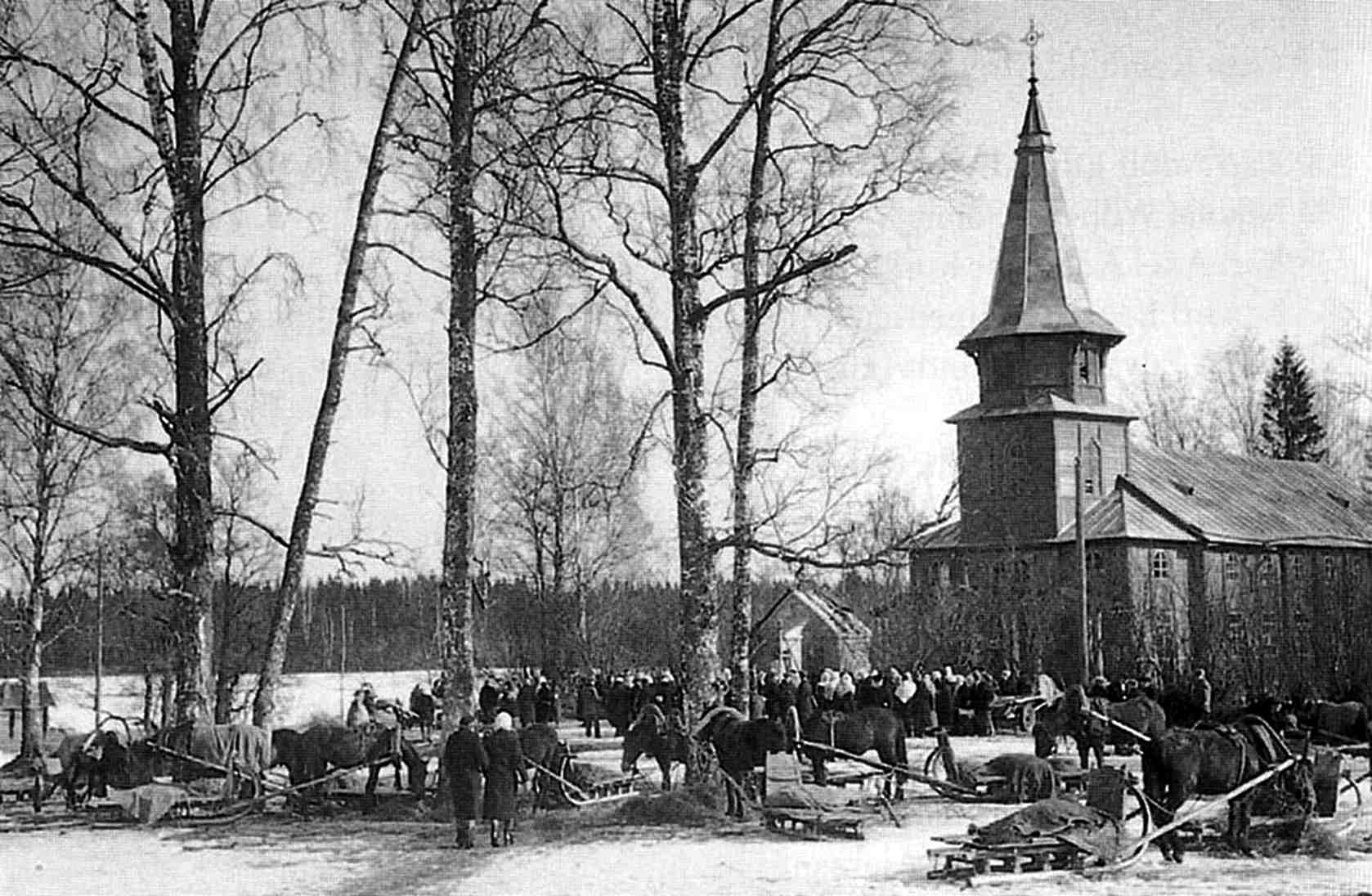
Приходская кирха

## Улицы
Парковая, Пушкина.

## Садоводства
Автомобилист, Автомобилист-2, Азимут, Березка, Бригантина, Бригантина-2, Буревестник-3, ВНИИ Электронстандарт-2, Волна, Вырица, Деревообработчик, Дружба, Заря, Звездное, Золотой Ранет, Импульс, Испытатель, Исток, Керамика, Кобринское, Кобринское-4, Кооператор, Лужайка, Луч, Малыш, Мелиоратор, Надежда, Петросад, Природа, Прогресс, Прометей, Путеец, Рассвет-1, Рассвет-2, Ремонтник, Ромашка, Ротор, Сирень, СПТУ-233, Строитель, Уголёк, Факел-1, Факел-2, Флора, Фруктовое, Чайка, Эксперимент, Энергетик, Яблонька, Ягодка.